# Assorbimento gas-liquido
Nell'industria chimica, l'assorbimento gas-liquido, o semplicemente assorbimento, è un'operazione unitaria consistente nel trasferire uno o più componenti di una miscela gassosa dalla loro fase di gas verso una fase liquida.
Il componente assorbito viene detto soluto, mentre il liquido viene detto solvente. È una tecnica usata, per esempio, per rimuovere ammoniaca e vapori di benzene-toluene dai gas di cokeria.
Se tra soluto e solvente avvengono reazioni si parla di assorbimento chimico, come nel caso dell'assorbimento di idrogeno solforato da miscele idrocarburiche o della rimozione di anidride carbonica dai gas di sintesi per la produzione di ammoniaca.

Spesso la reazione soluto-solvente, dà origine a specifiche sostanze, come la produzione di acido nitrico, prodotto per assorbimento di N2O4 in acqua.
L'apparecchiatura chimica destinata allo svolgimento dell'operazione unitaria di assorbimento gas-liquido è detta "colonna di assorbimento" (o "torre di assorbimento").

## Apparecchiature utilizzate
Nell'operazione di assorbimento gas-liquido si ha lo scambio di materia (un soluto) da una fase gassosa a una fase liquida, quindi per incrementare il coefficiente di scambio di materia (ovvero la velocità di trasferimento di materia) è necessario avere un'ampia area interfacciale tra le due fasi. Allo scopo si utilizzano dei contattori gas-liquido (in inglese "gas-liquid contactors"), ovvero delle apparecchiature chimiche in cui si mettono a contatto una fase gassosa e una fase liquida in modo tale che possano avvenire scambi di materia e di calore in corrispondenza dell'interfaccia di separazione tra le due fasi.
L'assorbimento gas-liquido può avere luogo nei seguenti contattori gas-liquido, disposti in ordine per hold-up crescente:
- colonna spray (o "a spruzzo")
- colonna a parete bagnata
- colonna a piatti
- colonna a riempimento
- recipiente agitato
- colonna a bolle.

Colonna a parete bagnata
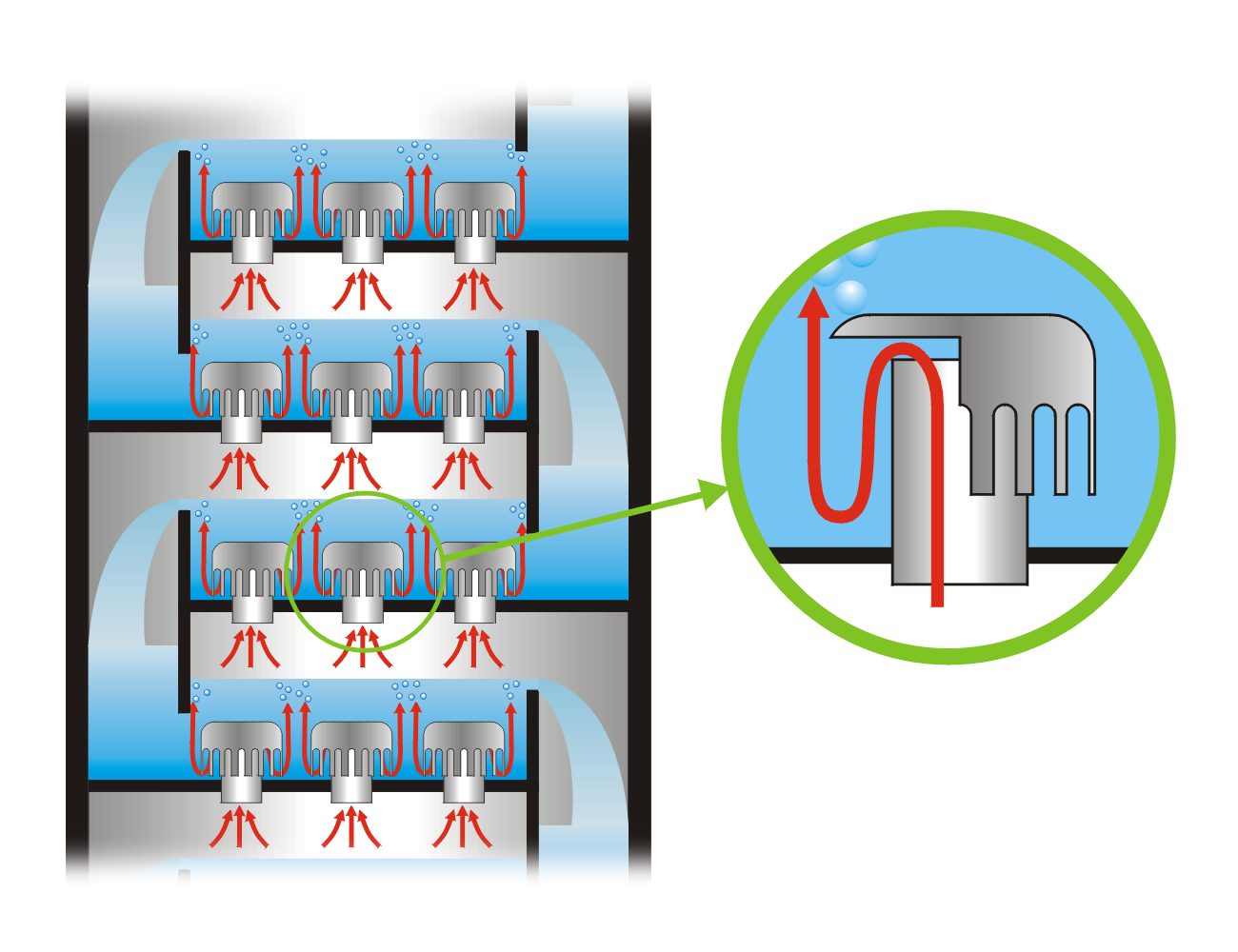
Colonna a piatti
Colonna a riempimento
Colonna a bolle

Nella colonna spray la fase liquida costituisce la fase dispersa (sotto forma di minutissime goccioline), mentre la fase gassosa costituisce la fase continua.
Nella colonna a bolle invece avviene il contrario: la fase liquida costituisce la fase continua, mentre la fase gassosa costituisce la fase dispersa (sotto forma di bolle). Gli altri casi rappresentano invece dei casi intermedi tra la colonna spray e la colonna a bolle.
Nella colonna a film cadente un sottile strato liquido scorre sulle pareti interne del recipiente; questa apparecchiatura è utile ai fini dello studio del meccanismo di assorbimento, infatti è possibile verificare l'efficienza dello scambio di materia al variare dello spessore del film liquido. La colonna a film cadente invece non si presta alla prassi industriale a causa della bassa area interfacciale.

## Assorbimento gas-liquido in laboratorio

Colonna di absorbimento gas-liquido da laboratorio.
1a. ingresso CO_{2};
1b. ingresso H_{2}O;
2. uscita miscela;
3. colonna di absorbimento;
4. riempimento.

## Assorbimento gas-liquido nell'industria
Tra i diversi contattori gas-liquido, la colonna a riempimento è quella che viene in genere preferita per svolgere l'operazione di assorbimento su scala industriale.
Nella colonna di assorbimento la corrente contenente il solvente liquido viene fatta entrare in alto alla colonna, mentre la corrente gassosa viene immessa dal basso in controcorrente. All'uscita della colonna solvente e soluto vengono separati, recuperando il soluto, riciclando il solvente nella colonna, che conterrà tracce di soluto.
Il migliore solvente è in genere l'acqua; infatti il solvente deve avere bassa volatilità, bassa viscosità e deve essere poco corrosivo, non tossico ed economico.

Il gas deve avere un'elevata solubilità e questo si verifica quando soluto e solvente hanno caratteristiche chimico-fisiche simili.
Il trasferimento di materia si realizza al raggiungimento dell'equilibrio termodinamico del sistema solvente-miscela di alimentazione. La quantità di materia trasferita riguarda un solo componente: il soluto presente nell'alimentazione.

### Dimensionamento dell'apparecchiatura
Nel dimensionamento delle colonne, si fa riferimento alle condizioni di equilibrio come condizioni al limite. Per effettuare il dimensionamento bisogna risolvere l'equazione di bilancio di materia e determinare quindi il numero degli stadi necessario per effettuare l'operazione.

In ogni stadio si realizza il raggiungimento dell'equilibrio ideale.
La risoluzione si può effettuare per via grafica, rappresentando su un grafico X-Y (rapporti molari rispettivamente del liquido e del gas) una curva di equilibrio, rappresentante la relazione tra le correnti in uscita da ogni piatto, e una retta di lavoro, alla quale ci si riferisce per studiare le relazioni tra le composizioni delle correnti all'interstadio.
Il bilancio di materia deve essere riferito alla portata di inerte sia per la fase gassosa che quella liquida, si utilizzano, quindi, i rapporti molari per esprimere le composizioni. Il bilancio di materia del soluto è:
{\displaystyle G_{i}\cdot Y_{in}+L\cdot X_{in}=G_{i}\cdot Y_{us}+L\cdot X_{us}}
dove:
- {\displaystyle G_{i}} = portata molare di inerte nel gas
- {\displaystyle L} = portata molare nel solvente
- {\displaystyle Y_{in}} e {\displaystyle Y_{us}} = rapporti molari del soluto in fase gas all'ingresso e all'uscita
- {\displaystyle X_{in}} e {\displaystyle X_{us}} = rapporti molari del soluto in fase liquida all'ingresso e all'uscita.

Questa equazione può essere scritta nel seguente modo:
Gi · (Yin – Yus) = L · (Xus - Xin)
che rappresenta l'equazione di una retta di coefficiente angolare L/G passante per i punti (Xin;Yus) e (Xus;Yin).
Quando la retta di lavoro interseca la curva di equilibrio nel punto (Xus ;Yin) si avrà la condizione detta di pinch, che corrisponde al limite teorico di un'operazione possibile con un numero infinito di piatti; il rapporto L/G rappresenta il rapporto minimo solvente/gas, il quale andrà maggiorato di un valore dato.
Tracciata la retta di lavoro sul grafico si procede alla costruzione a gradini con il metodo McCabe e Thiele. Poiché si fa riferimento a condizioni ideali di equilibrio, le quali normalmente non vengono raggiunte, si dovrà disporre dell'efficienza della colonna. Il numero degli stadi reali (Nre) sarà uguale al numero degli stadi ideali (Nid) diviso l'efficienza della colonna.

## Absorbimento chimico
Nell'absorbimento chimico la specie che si vuole absorbire nel liquido viene ad essere prodotta a partire da una reazione chimica tra un componente A presente nella fase gassosa e un componente B presente nella fase liquida. Quindi la reazione può essere schematizzata come segue:
A+bB → prodotto
essendo A e B i reagenti e b il coefficiente stechiometrico di B.

### Cinetiche di assorbimento
Nell'assorbimento chimico avviene sia il trasporto di materia dei componenti A e B sia la reazione tra questi due componenti. La cinetica del processo è quindi determinata da due fattori, che sono la velocità del trasporto di materia e la velocità della reazione chimica.
Nella trattazione che segue, si indicano le concentrazioni dei componenti A e B nella seguente maniera:
- {\displaystyle C_{Ai}}: concentrazione di A all'interfaccia gas-liquido
- {\displaystyle C_{A\infty }}: concentrazione di A nel bulk del liquido
- {\displaystyle C_{A\delta }}: concentrazione di A in corrispondenza del piano di reazione
- {\displaystyle C_{Bi}}: concentrazione di B all'interfaccia gas-liquido
- {\displaystyle C_{B\infty }}: concentrazione di B nel bulk del liquido
- {\displaystyle C_{B\delta }}: concentrazione di B in corrispondenza del piano di reazione

A seconda che il processo sia dominato da una o dall'altra velocità o da entrambe, possiamo avere i seguenti casi (rappresentati in figura):
- a) reazione istantanea: la velocità della reazione è elevatissima, per cui la reazione avviene in un volume di spessore trascurale, approssimabile ad un piano, detto appunto "piano di reazione". Il componente A viene trasportato dall'interfaccia fino al piano di reazione (che si trova all'interno del film liquido), e in corrispondenza del piano di reazione A e B reagiscono istantaneamente, per cui la loro concentrazione si annulla in corrispondenza di esso. Abbiamo le seguenti condizioni al contorno per le concentrazioni di A e di B:
  - {\displaystyle C_{Ai}\neq 0}
  - {\displaystyle C_{A\infty }=0}
  - {\displaystyle C_{A\delta }=0}
  - {\displaystyle C_{Bi}=0}
  - {\displaystyle C_{B\infty }\neq 0}
  - {\displaystyle C_{B\delta }=0}
- b) reazione istantanea con eccesso di B[6] (o "reazione superficiale"): differisce dal caso precedente per il fatto che il piano di reazione non si trova all'interno del film liquido, bensì in corrispondenza dell'interfaccia gas liquido. La concentrazione del reagente A è nulla nel liquido, mentre la concentrazione di B all'interfaccia può assumere un valore diverso da zero. Le condizioni associate sono:
  - {\displaystyle C_{Ai}=0}
  - {\displaystyle C_{A\infty }=0}
  - {\displaystyle C_{A\delta }=0}
  - {\displaystyle C_{Bi}\neq 0}
  - {\displaystyle C_{B\infty }\neq 0}
  - {\displaystyle C_{B\delta }=C_{Bi}}
- c) reazione veloce: in questo caso la reazione non avviene in prossimità di un piano, bensì in corrispondenza di un volume di reazione, che si trova all'interno del film liquido. Le condizioni associate sono:
  - {\displaystyle C_{Ai}\neq 0}
  - {\displaystyle C_{A\infty }=0}
  - {\displaystyle C_{Bi}=0}
  - {\displaystyle C_{B\infty }\neq 0}
- d) reazione veloce con eccesso di B: il volume di reazione si trova all'interno del film liquido ma a ridosso dell'interfaccia gas-liquido. La concentrazione di B può essere considerata costante all'interno del liquido. Le condizioni associate sono:
  - {\displaystyle C_{Ai}\neq 0}
  - {\displaystyle C_{A\infty }=0}
  - {\displaystyle C_{Bi}=C_{B\infty }}
  - {\displaystyle C_{B\infty }\neq 0}
- e) reazione con velocità intermedia rispetto alla velocità di trasferimento di materia: la reazione tra A e B avviene in tutto il liquido (ovvero sia nel film lato liquido sia nel bulk del liquido). La concentrazione di A nel bulk del liquido non si annulla. Le condizioni associate sono:
  - {\displaystyle C_{Ai}\neq 0}
  - {\displaystyle C_{A\infty }\neq 0}
  - {\displaystyle C_{Bi}\neq 0}
  - {\displaystyle C_{B\infty }\neq 0}
- f) reazione con velocità intermedia rispetto alla velocità di trasferimento di materia con eccesso di B: come nel caso precedente, ma essendo in eccesso di B la concentrazione di B rimane costante in tutto il liquido. Le condizioni associate sono:
  - {\displaystyle C_{Ai}\neq 0}
  - {\displaystyle C_{A\infty }\neq 0}
  - {\displaystyle C_{Bi}=C_{B\infty }}
  - {\displaystyle C_{B\infty }\neq 0}
- g) reazione lenta (o "regime diffusionale lento"): in questo caso la reazione avviene solo nel bulk, infatti essa è talmente lenta che nel film liquido (che ha spessore sottile rispetto al bulk), per quello che riguarda i profili di concentrazione, prevalgono nettamente gli effetti del trasporto di materia su quelli associati alla reazione chimica. Le condizioni associate sono:
  - {\displaystyle C_{Ai}\neq 0}
  - {\displaystyle C_{A\infty }\neq 0}
  - {\displaystyle C_{Bi}=C_{B\infty }}
  - {\displaystyle C_{B\infty }\neq 0}
- h) reazione lenta con eccesso di B (o "regime cinetico lento"): le concentrazioni di A e B in questo caso possono assumersi costanti in tutto il liquido e il film lato liquido ha spessore nullo. Le condizioni associate sono:
  - {\displaystyle C_{Ai}=C_{A\infty }}
  - {\displaystyle C_{A\infty }\neq 0}
  - {\displaystyle C_{Bi}=C_{B\infty }}
  - {\displaystyle C_{B\infty }\neq 0}

Si può notare che per velocità di reazione più elevate il piano di reazione (o il centro del volume di reazione) è più vicino all'interfaccia gas-liquido, mentre per velocità di reazione meno elevate il piano di reazione (o il centro del volume di reazione) è più distante dall'interfaccia gas-liquido. Siccome i reagenti A e B vengono consumati dalla reazione ma diffondono in senso opposto l'uno rispetto all'altro, le pendenze dei loro profili di concentrazione hanno segno discorde (ad esempio {\displaystyle C_{A}(z)} è decrescente e {\displaystyle C_{B}(z)} è crescente, se nel nostro riferimento il gas è a sinistra dell'interfaccia e il liquido è a destra dell'interfaccia).

Cinetiche di assorbimento, ordinate per rapporto tra velocità di reazione e velocità di trasporto di materia decrescente (da sinistra a destra). Nella riga inferiore sono riportati gli stessi casi della colonna superiore,ma con eccesso del componente B.

### Applicazioni dell'absorbimento chimico
Viene utilizzato per la separazione della CO2 dai gas esausti o per la separazione dell'H2S dai biogas